# Великі етюди за Паганіні
Великі етюди за Паганіні (Grandes études de Paganini) — цикл з 6 етюдів Ференца Ліста, опублікований в 1851 році. Цикл є переглядом складнішої версії 1837 року, що була опублікована під назвою «Етюди трансцендентної складності за Паганіні» (Études d'exécution transcendante d'après Paganini). Тематичною основою цих етюдів є теми зі скрипкових творів Нікколо Паганіні, переважно з його «24 каприсів для скрипки соло»
Цикл включає такі етюди:
- № 1, соль мінор — написаний за 6-м каприсом Паганіні
- № 2, мі-бемоль мажор — написаний за 17-м каприсом Паганіні
- № 3, соль-дієз мінор, «Кампанела» (La campanella) — написаний на теми другого концерту Паганіні.
- № 4, мі мажор — написаний за 6-м каприсом Паганіні
- № 5, мі мажор, «Полювання» — написаний за 9-м каприсом Паганіні.
- № 6, ля мінор, тема і варіації — написаний за 24-м каприсом Паганіні.